# Ємелівка
Ємелі́вка (до 1939 — Гавришева) — село в Україні,  у Копичинецькій міській громаді Чортківського району Тернопільської області.
Підпорядковувалося колишній Котівській сільраді.
Населення — 147 осіб (2019).

## Історія
12 червня 2020 року, відповідно до розпорядження Кабінету Міністрів України № 724-р «Про визначення адміністративних центрів та затвердження територій територіальних громад Тернопільської області» увійшло до складу Копичинецької міської громади .
19 липня 2020 року, в результаті адміністративно-територіальної реформи та ліквідації Чортківського району, село увійшло до складу новоутвореного Чортківського району.
22 червня 2023 року рішенням №230 Національної комісії зі стандартів державної мови віднесено до списку населених пунктів, які «можуть не відповідати лексичним нормам української мови», зокрема стосуватися «російської імперської чи колоніальної політики». Громаді рекомендовано обґрунтувати доцільність збереження поточної назви або запропонувати нову назву в установленому законодавством порядку.

## Релігія
- церква святого Архістратига Михаїла (1997, мурована, УГКЦ).

## Соціальна сфера
Діє загальноосвітня школа I-II ступенів.

## Галерея

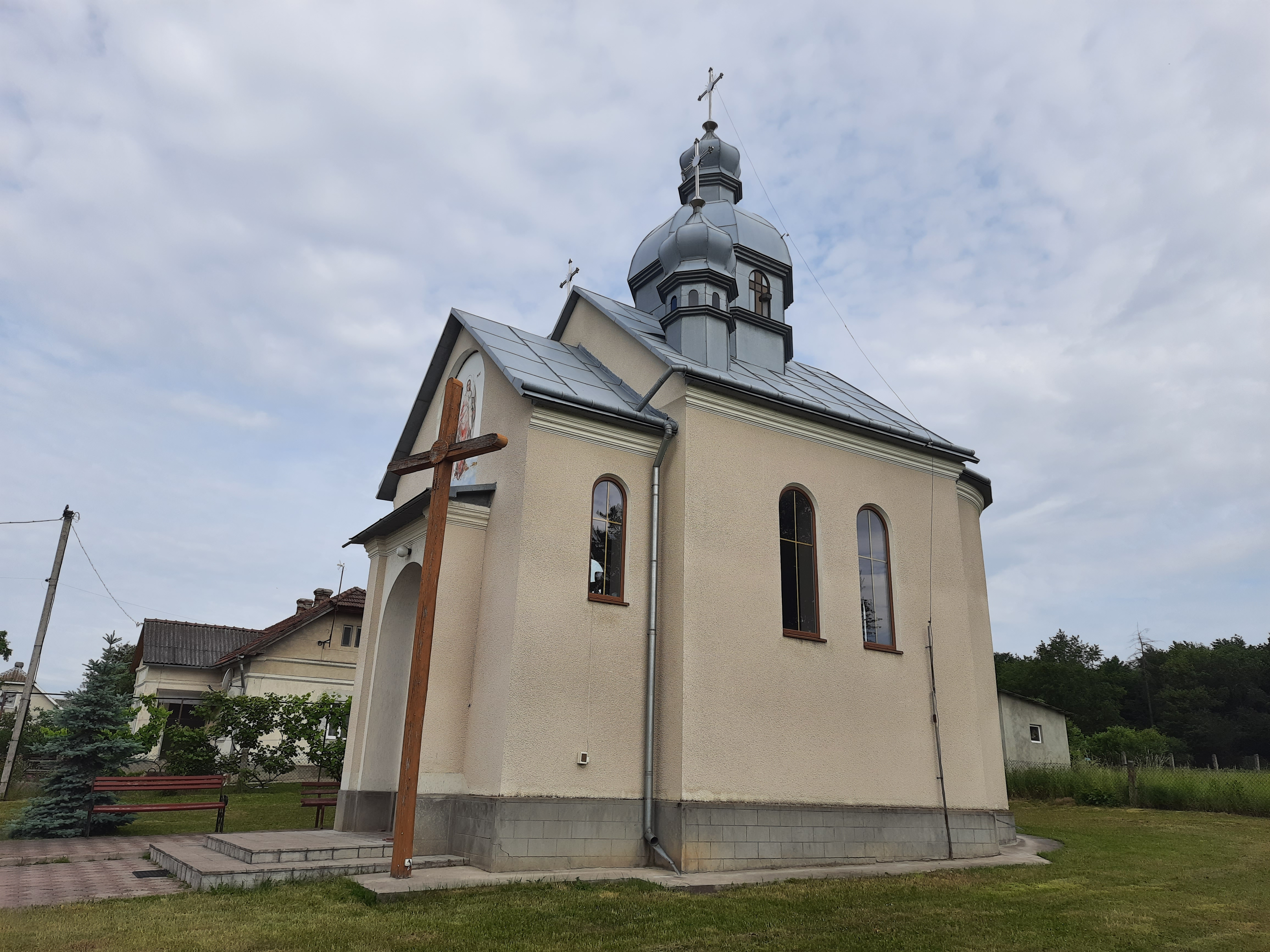
Церква Святого Архістратига Михаїла
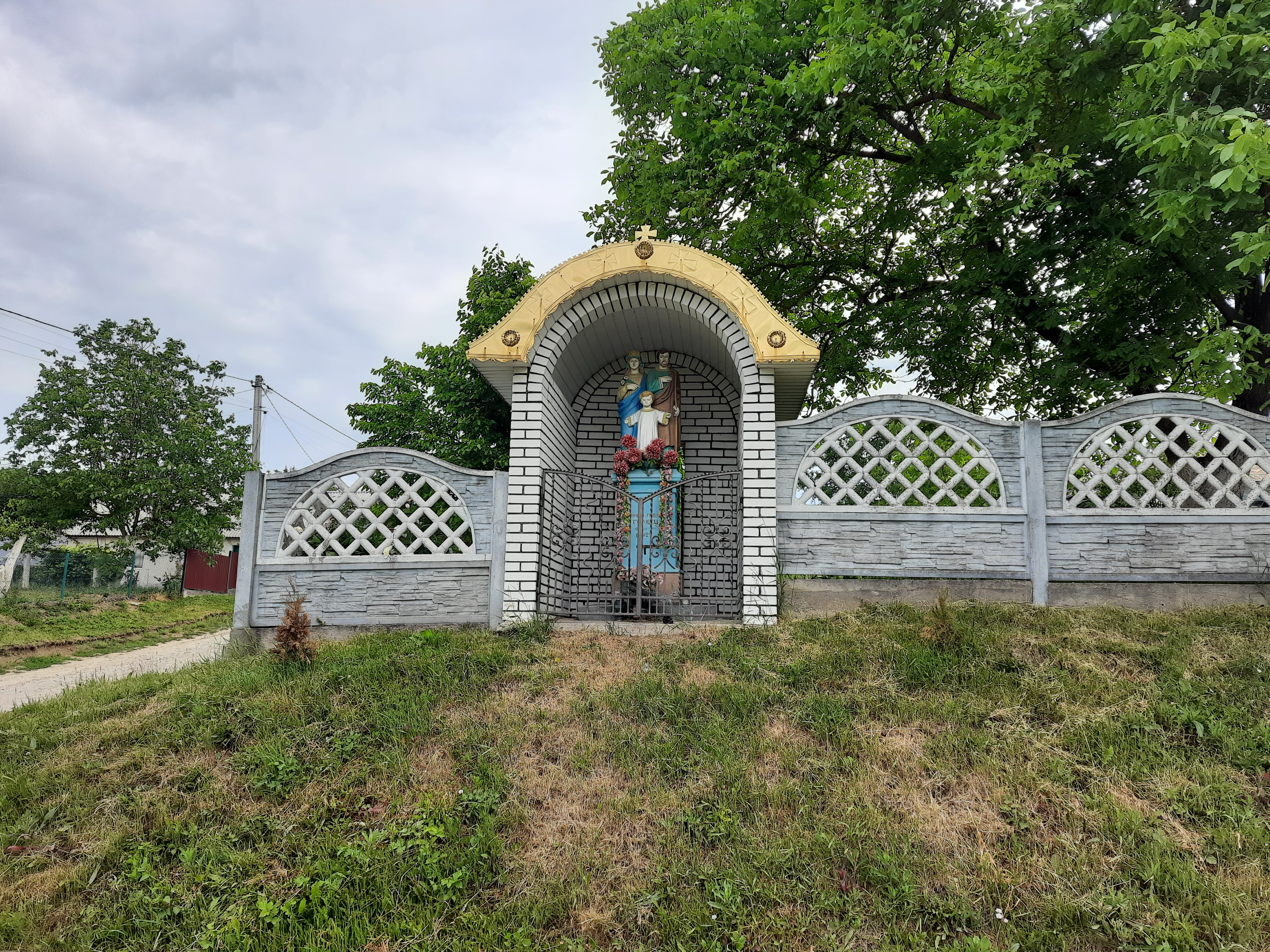
Капличка
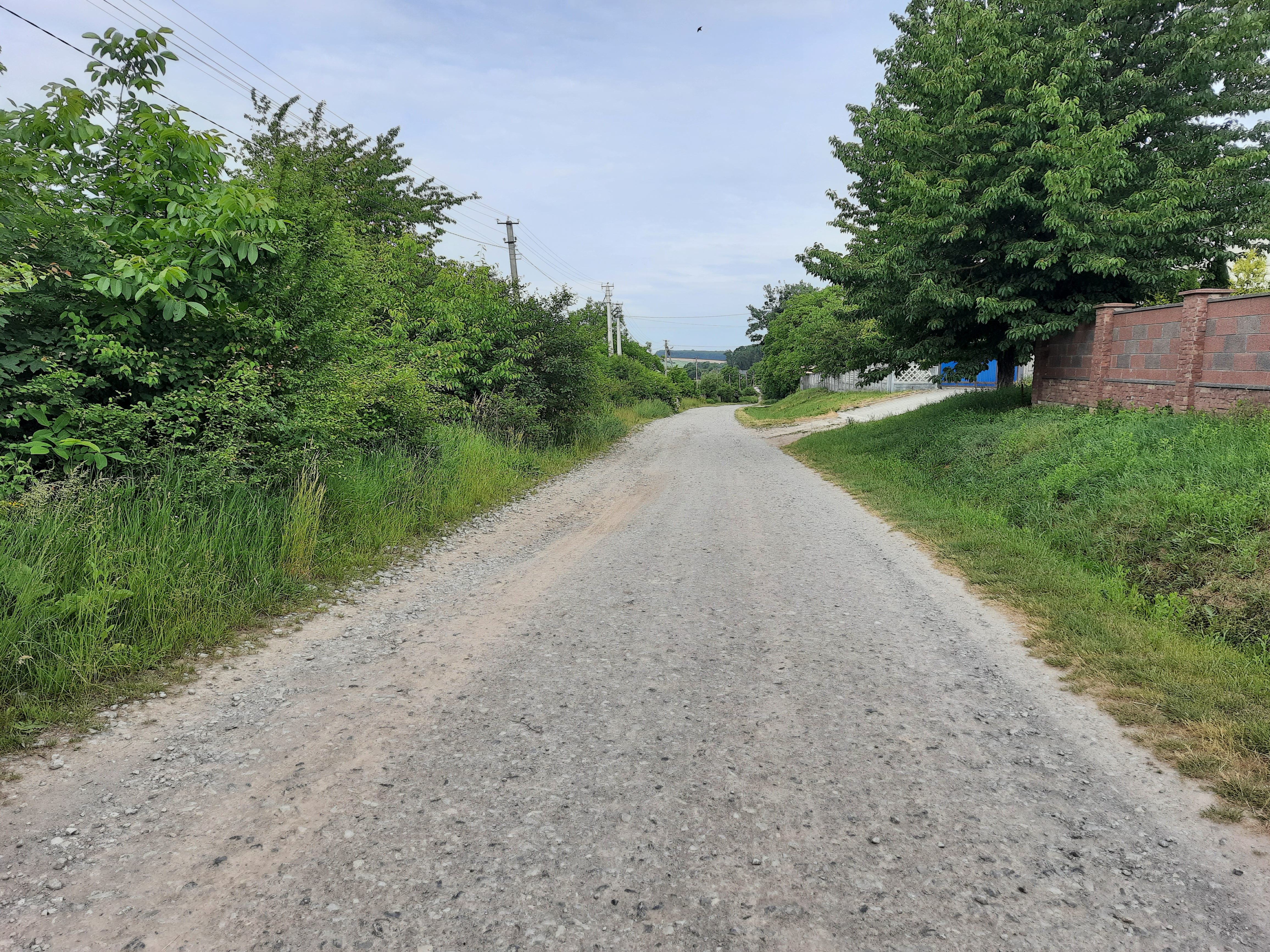
Сільська вулиця
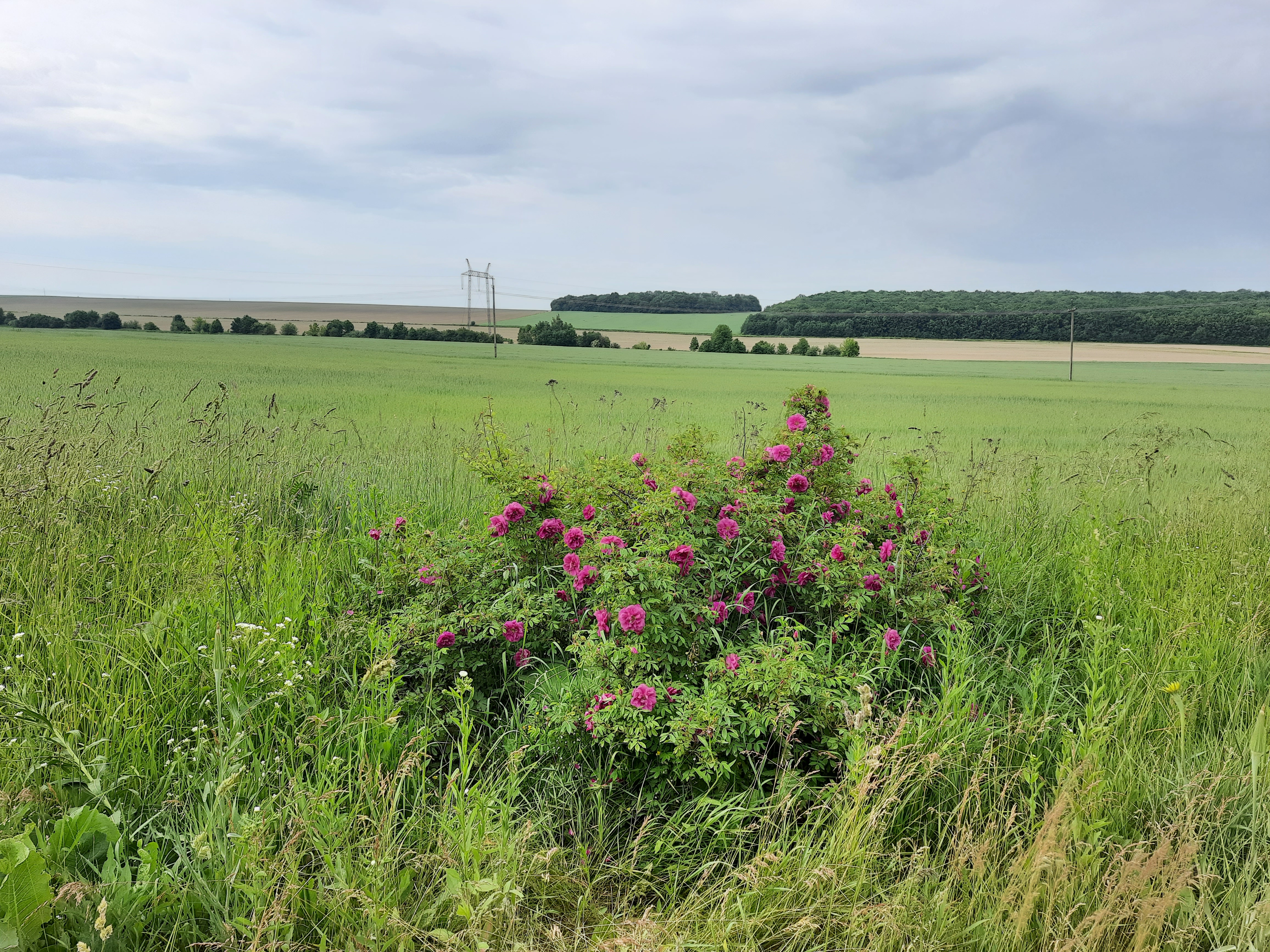
Краєвид біля села
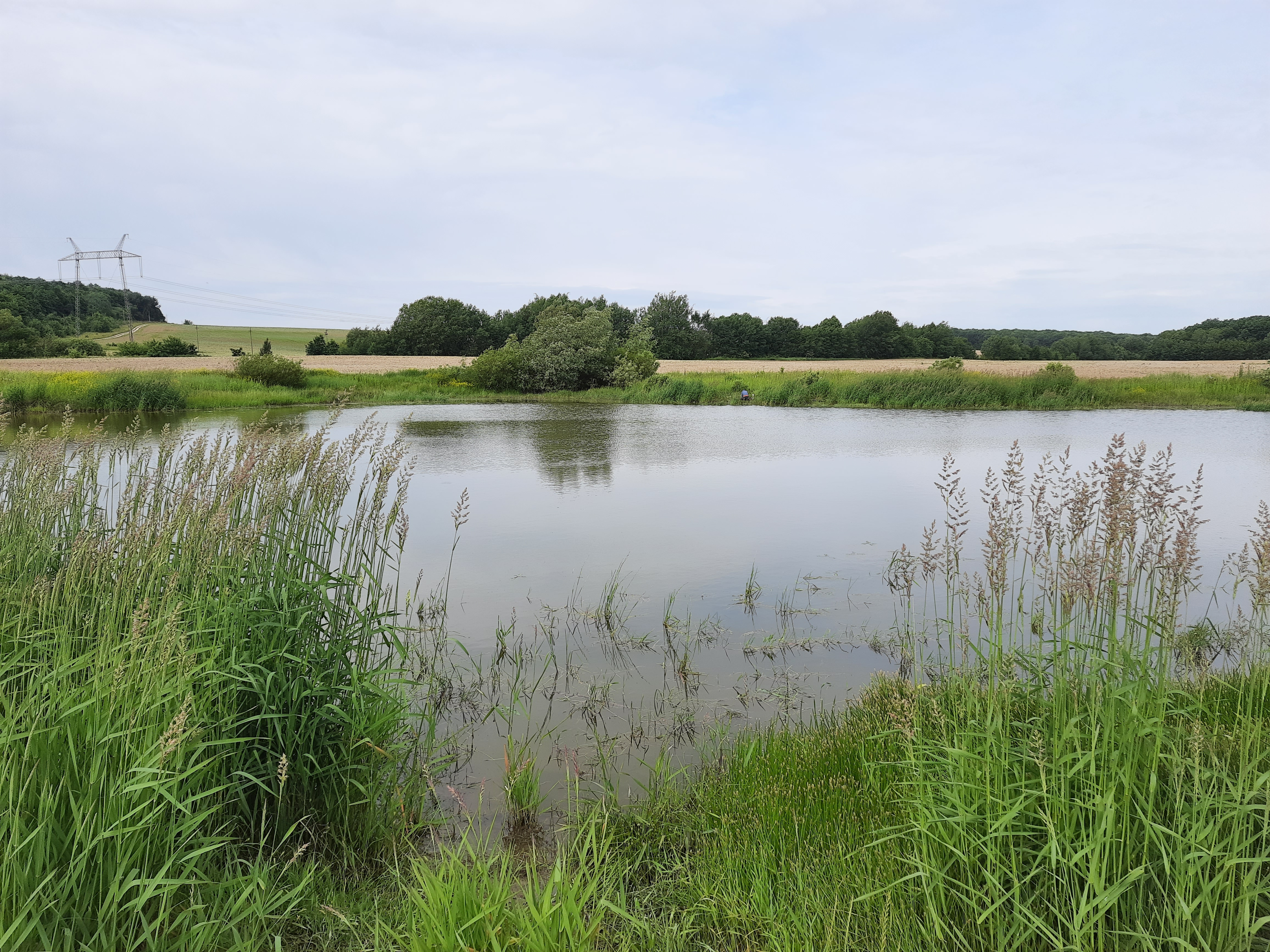
Ставок біля села